# Csókás (Fehér megye)
Csókás (románul Ciocaşu) falu Romániában, Erdélyben, Fehér megyében. Közigazgatásilag Alvinc községhez tartozik.
Az 1956-os népszámlálás előttig korábban Borsómező része volt. 1956-ban 47, 1966-ban 55, 1977-ben 36, 1992-ben 25, 2002-ben pedig 18 román lakosa volt.